# Dario Miskic
Dario Miskic, född 18 april 1996, är en kroatisk fotbollsmålvakt som spelar för NK Široki Brijeg i Premijer liga Bosne i Hercegovine.

## Karriär
Miskic moderklubb är Croatia Sesvete.
I juli 2017 värvades Miskic av Degerfors IF. Han debuterade i Superettan den 29 oktober 2017 i en 1–1-match mot Gefle IF. I november 2017 förlängde Miskic sitt kontrakt med två år. Säsongen 2019 tog Ismael Diawara över som förstemålvakt i Degerfors IF. Miskic var missnöjd med detta och bröt i samråd med klubben kontraktet den 17 juni. Ett par dagar senare skrev han på ett kontrakt med den bosniska klubben NK Široki Brijeg.